# Bahnstrecke Wuppertal-Oberbarmen–Wuppertal-Wichlinghausen
| |                                                      |                                      |                                      |
| Streckennummer (DB): | 2710 (2701)                                          |                                      |                                      |
| Kursbuchstrecke (DB): | 138B, 138d, 149a, 147, 205b, 228d, 230b, zuletzt 336 |                                      |                                      |
| Streckenlänge: | 3,28 km                                              |                                      |                                      |
| Spurweite: | 1435 mm (Normalspur)                                 |                                      |                                      |
| |                                                      |                                      |                                      |
| \| \| \| Hauptstrecke von Wuppertal Hbf \| \| \| \| 0,0 \| Wuppertal-Oberbarmen 172 m \| Wuppertal-Oberbarmen 172 m \| \| \| \| Wupper \| \| \| \| \| Rauentaler Bergstraße / L 58 \| \| \| \| \| Hauptstrecke nach Hagen \| \| \| \| \| Hauptstrecke nach Solingen \| \| \| \| \| Überführung der Hauptbahn \| \| \| \| 1,4 \| Bts Wuppertal-Langerfeld W513 \| Bts Wuppertal-Langerfeld W513 \| \| \| \| Wuppertal-Langerfeld Gbf \| \| \| \| 1,8 \| Bts Wuppertal-Langerfeld W514 \| Bts Wuppertal-Langerfeld W514 \| \| \| \| Dahler Straße / B7 (Lego-Brücke 2.0) \| \| \| \| 2,0 \| Wichlinghauser Tunnel (290 m) \| Wichlinghauser Tunnel (290 m) \| \| \| \| Gildenstraße \| \| \| \| \| Hildburgstraße \| \| \| \| \| Schwarzbach Viadukt \| \| \| \| \| Langobardenstraße \| \| \| \| \| ehem. Nordbahn nach Düsseldorf \| \| \| \| 3,28 \| Wuppertal-Wichlinghausen \| 192 m \| \| \| \| ehem. Strecke nach Hattingen \| \| \| \| \| \| \| \| Quellen: [1][2] \| \| \| \| |                                                      |                                      |                                      |
| Strecke |                                                      | Hauptstrecke von Wuppertal Hbf       | Hauptstrecke von Wuppertal Hbf       |
| Bahnhof mit S-Bahn-Halt | 0,0                                                  | Wuppertal-Oberbarmen 172 m           | Wuppertal-Oberbarmen 172 m           |
| Brücke über Wasserlauf |                                                      | Wupper                               | Wupper                               |
| Strecke mit Straßenbrücke |                                                      | Rauentaler Bergstraße / L 58         | Rauentaler Bergstraße / L 58         |
| Abzweig geradeaus und nach links |                                                      | Hauptstrecke nach Hagen              | Hauptstrecke nach Hagen              |
| Abzweig geradeaus und nach rechts |                                                      | Hauptstrecke nach Solingen           | Hauptstrecke nach Solingen           |
| Brücke |                                                      | Überführung der Hauptbahn            | Überführung der Hauptbahn            |
| Strecke von links · Abzweig ehemals geradeaus und nach rechts | 1,4                                                  | Bts Wuppertal-Langerfeld W513        | Bts Wuppertal-Langerfeld W513        |
| Abzweig nach rechts und ehemals von rechts · Strecke (außer Betrieb) |                                                      | Wuppertal-Langerfeld Gbf             | Wuppertal-Langerfeld Gbf             |
| Strecke nach links (außer Betrieb) · Abzweig geradeaus und von rechts (Strecke außer Betrieb) | 1,8                                                  | Bts Wuppertal-Langerfeld W514        | Bts Wuppertal-Langerfeld W514        |
| Brücke (Strecke außer Betrieb) |                                                      | Dahler Straße / B7 (Lego-Brücke 2.0) | Dahler Straße / B7 (Lego-Brücke 2.0) |
| Tunnel (Strecke außer Betrieb) | 2,0                                                  | Wichlinghauser Tunnel (290 m)        | Wichlinghauser Tunnel (290 m)        |
| Brücke (Strecke außer Betrieb) |                                                      | Gildenstraße                         | Gildenstraße                         |
| Strecke mit Straßenbrücke (Strecke außer Betrieb) |                                                      | Hildburgstraße                       | Hildburgstraße                       |
| Brücke (Strecke außer Betrieb) |                                                      | Schwarzbach Viadukt                  | Schwarzbach Viadukt                  |
| Brücke (Strecke außer Betrieb) |                                                      | Langobardenstraße                    | Langobardenstraße                    |
| Abzweig geradeaus und von links (Strecke außer Betrieb) |                                                      | ehem. Nordbahn nach Düsseldorf       | ehem. Nordbahn nach Düsseldorf       |
| Bahnhof (Strecke außer Betrieb) | 3,28                                                 | Wuppertal-Wichlinghausen             | 192 m                                |
| Strecke (außer Betrieb) |                                                      | ehem. Strecke nach Hattingen         | ehem. Strecke nach Hattingen         |
| |                                                      |                                      |                                      |
| Quellen: |                                                      |                                      |                                      |

Die Bahnstrecke Wuppertal-Oberbarmen–Wuppertal-Wichlinghausen (auch als Schwarzbachtrasse bekannt) ist eine teilweise stillgelegte Eisenbahnverbindungsstrecke in Wuppertal, die Ende der 2010er-Jahre von der Wuppertalbewegung größtenteils in einen Weg für den Rad- und Fußverkehr umgebaut wurde.

## Streckenführung
Die Strecke führt vom Bahnhof Wuppertal-Oberbarmen zunächst parallel zu den Hauptbahngleisen der Strecke Elberfeld–Dortmund, bevor sie gemeinsam mit den Gleisen der Bahnstrecke Wuppertal-Oberbarmen–Opladen nach Südosten abzweigt. Dort führt sie nach Osten über die Hauptbahngleise, ganz in der Nähe des Haltepunkts Wuppertal-Langerfeld. Direkt dahinter folgt der Abzweig zum Güterbahnhof Wuppertal-Langerfeld. Bis hierhin wird die Strecke weiterhin genutzt und hat die Streckennummer 2701. Ursprünglich folgte hier ein großer Bogen zum Bahnhof Wuppertal-Wichlinghausen. Auf diesem Weg wurden zahlreiche Kunstbauwerke befahren, so u. a. der Wichlinghauser Tunnel (290 m) und das 29 m hohe und 186 m lange Viadukt über die Straße Schwarzbach.

## Geschichte
Am 3. Februar 1890 wurde die Strecke durch die Preußische Staatseisenbahn eröffnet. Von besonderer Bedeutung war die Anbindung der Kohlenbahn an die Hauptbahn. Zudem wurden auch Personenzüge, welche über die Bahnstrecke Wuppertal-Wichlinghausen–Hattingen verkehrten, z. T. nach Oberbarmen durchgebunden. Nachdem der reguläre Personenverkehr Ende 1979 stillgelegt worden war, wurde die Verbindungskurve nur noch für Überführungsfahrten und die allseits beliebten Sonderfahrten „Rund um Wuppertal“ genutzt. Trotz der geringen Nutzung wurde das Viadukt Schwarzbach 1981 aufwendig erneuert. 1996 wurde schließlich auch der Güterverkehr und zwei Jahre später die Strecke zwischen Langerfeld und Wichlinghausen stillgelegt. Der Abschnitt bis zum Abzweig zum Güterbahnhof Wuppertal-Langerfeld wird weiterhin genutzt.

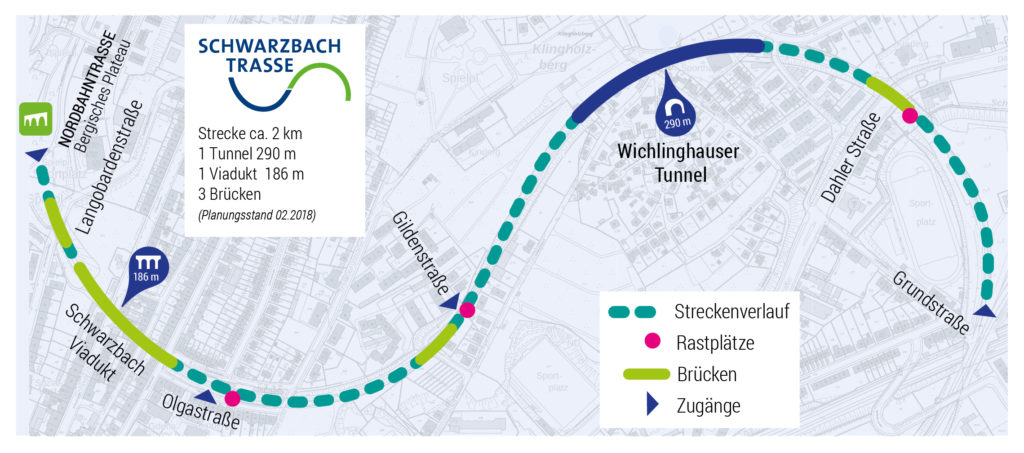
Projekt Schwarzbachtrasse

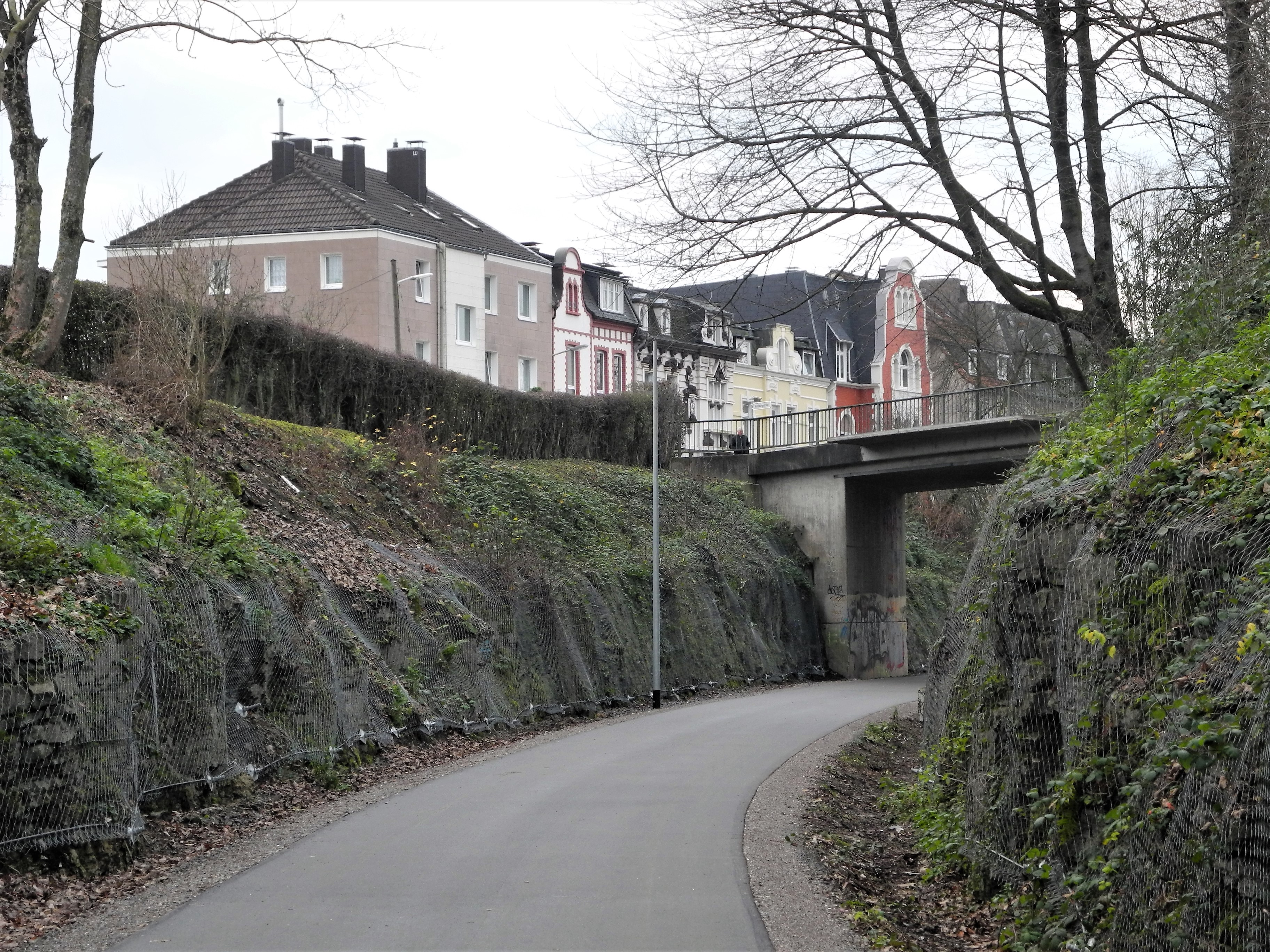
Trasse zwischen den Zugängen Olgastraße und Gildenstraße, Dezember 2019

Der Rest der Strecke wurde unter dem Namen Schwarzbachtrasse in den Jahren 2018/2019 von der Wuppertalbewegung in einen Bahntrassenradweg umgebaut. Dafür hat die Stadt Wuppertal das Grundstück von der Bahn erworben und der Wuppertalbewegung für die Bauphase ein Erbbaurecht eingeräumt. Bis zum Heimfall 2025 stellt die Wuppertalbewegung die Schwarzbachtrasse der Bevölkerung als Privatweg zur Verfügung. Danach soll sie – wie zuvor die Nordbahntrasse – als öffentlicher Weg gewidmet werden. Der Fuß- und Radweg hinunter auf die Talsohle nach Langerfeld schließt als östliche Verlängerung ca. 50.000 Menschen an die Nordbahntrasse an.
Gefördert wurde der Umbau durch das Bundesministerium für Umwelt, Naturschutz und nukleare Sicherheit aus Mitteln der Nationalen Klimaschutzinitiative, daneben gab es weitere Fördermittel und Spenden. Die Baukosten lagen unterhalb der veranschlagten rd. 3,6 Mio. €. Mit den verbliebenen Mitteln konnten unter anderem eine Verlängerung bis zur Grundstraße und die Gestaltung der Lego-Brücke 2.0 finanziert werden. Die offizielle Eröffnung mit einem Bürgerfest war für das Frühjahr 2020 vorgesehen, fand aber wegen der Corona-Pandemie erst am 10. September 2020 im kleinen Rahmen statt.